# Noel Hunt
 Noel Hunt, född 26 december 1982, är en irländsk fotbollsspelare som har kontrakt med Ipswich Town i The Championship, England. Han kom till Leeds som free agent sommaren 2013 efter att dessförinnan spelat för Reading FC sedan sommaren 2008 där även hans äldre bror Stephen Hunt, spelade. Även i Ipswich är Noel och Stephen lagkamrater.